# 菲尔·斯皮维
菲尔·斯皮维（英語：Phil Spivey，1961年5月15日—），澳大利亚男子田径运动员。他曾代表澳大利亚参加1982年、1986年和1990年英联邦运动会田径比赛，其中1986年英联邦运动会获得一枚铜牌。